# Абазинка (приток Кубани)
Абазинка (Тохтамыш) — река в России, протекает в Карачаево-Черкесии. Правый приток Кубани. Название реки произошло от этнонима абаза.

## География
Река Абазинка берёт начало в урочище Волчьи Ворота. Течёт на северо-запад по открытой местности. Протекает в коллекторе под Большим Ставропольским каналом. Впадает в Кубань у села Чапаевское севернее Черкесска. Длина реки составляет 35 км.

## История
Во вторую турецкую войну на этом ручье, в 10 верстах от его устья, 30 сентября 1790 года было нанесено поражение 25-тысячному турецкому корпусу, под началом анапского сераскира Батал-паши, русским отрядом под командой генерал-майора И. И. Германа.